# UFC 316 : Dvalishvili contre O'Malley 2
UFC 316 : Dvalishvili vs. O'Malley 2 est un événement d'arts martiaux mixtes produit par l'Ultimate Fighting Championship qui s'est déroulé lieu le 7 juin 2025 au Prudential Center, à Newark, New Jersey, États-Unis.

## Contexte
L'événement marquait la 11e visite de la promotion à Newark et la première depuis l'UFC 302 en juin 2024. 
Un match revanche pour le championnat des poids coq de l'UFC entre le champion actuel Merab Dvalishvili et l'ancien champion Sean O'Malley est s'est tenu en tête d'affiche de cet événement. Le duo s'était déjà rencontré en septembre 2024 lors de l'UFC 306, au cours duquel Dvalishvili avait remporté le titre par décision unanime. 
Un combat pour le championnat des poids coq féminin de l'UFC entre la double championne actuelle Julianna Peña et la médaillée d'or olympique de 2012 et 2016 en judo Kayla Harrison a été la co-tête d'affiche de cet événement. Julianna Peña est également le gagnante de The Ultimate Fighter : Team Rousey vs. Team Tate poids coq, tandis que Kayla Harrison est aussi double championne du tournoi des poids légers féminins de la PFL.
Un combat de poids coq entre l'ancien challenger au titre Marlon Vera et Mario Bautista était prévu pour cet événement. Ils devaient auparavant se rencontrer à l'UFC sur ESPN : Sandhagen contre Figueiredo en mai 2025, mais le duo a été déplacé à cet événement pour des raisons inconnues. À son tour, Vera s'est retiré à la mi-mai pour des raisons non divulguées et a été remplacé par le nouveau venu promotionnel et ancien champion du monde des poids coq Bellator Patchy Mix,.
Un combat de poids mouche entre Bruno Gustavo da Silva et Joshua Van a eu lieu au cours de cet événement. Ils devaient initialement participer à l'UFC 313 en mars, mais Silva avait dû se retirer en raison d'une blessure. 
Serghei Spivac et Shamil Gaziev devaient se rencontrer dans un combat poids lourds lors de l'UFC Fight Night : Burns vs. Morales. Cependant, le combat a été déplacé à cet événement pour des raisons non divulguées. À son tour, Gaziev s'est retiré pour des raisons non divulguées et a été remplacé par l'ancien champion poids lourd de la LFA Waldo Cortes-Acosta. 
Un combat de poids lourd-léger entre Johnny Walker et Azamat Murzakanov était prévu pour cet événement. Il devait initialement avoir lieu lors de la Soirée de combat UFC : Burns contre Morales mais il a été déplacé vers cet événement pour des raisons inconnues. Cependant, Walker s'est retiré début mai en raison d'une blessure et a été remplacé par Brendson Ribeiro. 
L'ancien challenger intérimaire du championnat des poids moyens de l'UFC (également vainqueur des poids moyens de The Ultimate Fighter : Team Jones vs. Team Sonnen ) Kelvin Gastelum et Joe Pyfer se sont affrontés dans un combat de poids moyens lors de cet événement. Ils devaient auparavant se rencontrer à l'UFC sur ESPN : Moreno contre Erceg en mars, mais le combat avait été annulé le jour de l'événement car Pyfer avait dû se retirer en raison d'une maladie.
Uroš Medić devait rencontrer Khaos Williams dans un combat de poids welters sur la carte préliminaire. Cependant, Medić s'est retiré fin mai en raison d'une sinusite et a été remplacé par le nouveau venu promotionnel Albert Tadevosyan,. À son tour, Tadevosyan n'a pas réussi ses tests médicaux, donc Williams devra affronter un autre nouveau venu, Andreas Gustafsson, qui devait initialement participer à l'UFC sur ESPN : Gamrot contre Klein une semaine auparavant.
Lors de la pesée, Ariane da Silva pesait 60 kg, soit 3kg de plus que la limite des combats hors titre en poids mouche. Son combat contre Wang Cong devrait se dérouler en poids variable et elle devra payer une amende de 25 % de sa bourse, qui reviendra à Wang.
Au cours de la diffusion de l'événement, le double vainqueur du tournoi des poids lourds de l'UFC (UFC 14 et UFC 15), Mark Kerr, a été annoncé comme le prochain « ailier pionnier » et le dernier intronisé au Temple de la renommée de l'UFC de cette année lors des festivités de l'International Fight Week à Las Vegas en juin 2025.

## Carte de combat
| Carte principale                                                | Carte principale      | Carte principale | Carte principale       | Carte principale                         | Carte principale | Carte principale | Carte principale |
| Catégorie                                                       |                       |                  |                        | Méthode                                  | Round            | Chrono.          | Notes            |
| --------------------------------------------------------------- | --------------------- | ---------------- | ---------------------- | ---------------------------------------- | ---------------- | ---------------- | ---------------- |
| Poids Coq                                                       | Merab Dvalishvili (c) | déf.             | Sean O'Malley          | Soumission (étranglement nord-sud)       | 3                | 4:42             | 1.               |
| Poids Coq Femmes                                                | Kayla Harrison        | déf.             | Julianna Peña (c)      | Soumission (kimura)                      | 2                | 4:55             |                  |
| Poids Moyens                                                    | Joe Pyfer             | déf.             | Kelvin Gastelum        | Décision (unanime) (29–28, 29–27, 30–27) | 3                | 5:00             |                  |
| Poids Coq                                                       | Mario Bautista        | déf.             | Patchy Mix             | Décision (unanime) (29–28, 30–27, 30–27) | 3                | 5:00             |                  |
| Poids Welter                                                    | Kevin Holland         | déf.             | Vicente Luque          | Soumission (étranglement brabo)          | 2                | 1:03             |                  |
| Carte préliminaire (ESPN / ESPN+ / Disney+)                     |                       |                  |                        |                                          |                  |                  |                  |
| Poids Mouches                                                   | Joshua Van            | déf.             | Bruno Gustavo da Silva | TKO (coups de poings)                    | 3                | 4:01             |                  |
| Poids Lourds-légers                                             | Azamat Murzakanov     | déf.             | Brendson Ribeiro       | TKO (soumission aux coups de poings)     | 1                | 3:25             |                  |
| Poids Lourds                                                    | Waldo Cortes-Acosta   | déf.             | Serghei Spivac         | Décision (unanime) (30–27, 29–28, 29–28) | 3                | 5:00             |                  |
| Poids Welter                                                    | Andreas Gustafsson    | déf.             | Khaos Williams         | Décision (unanime) (30–27, 30–26, 30–26) | 3                | 5:00             |                  |
| Carte préliminaire anticipée (ESPN+ / Disney+ / UFC Fight Pass) |                       |                  |                        |                                          |                  |                  |                  |
| Poids Convenu (60kg)                                            | Wang Cong             | déf.             | Ariane da Silva        | Décision (unanime) (30–27, 30–27, 30–27) | 3                | 5:00             |                  |
| Poids Plumes                                                    | Yoo Joo-sang          | déf.             | Jeka Saragih           | KO (coup de poings)                      | 1                | 0:28             |                  |
| Poids Légers                                                    | Quillan Salkilld      | déf.             | Yanal Ashmouz          | Décision (unanime) (30–27, 29–28, 29–28) | 3                | 5:00             |                  |
| Poids Légers                                                    | MarQuel Mederos       | déf.             | Mark Choinski          | Décision (unanime) (30–27, 30–27, 29–28) | 3                | 5:00             |                  |

1. ^ Pour le championnat UFC Poids Coq.
2. ^ Pour le championnat UFC Poids Coq Féminin. Un point a été retiré à Peña pendant le premier round en raison de coups de pied illégaux.

## Récompenses bonus
Les combattants ci-dessous ont reçu chacun un bonus de 50 000$ :
- Combat de la soirée : aucun bonus.
- Performance de la soirée : Merab Dvalishvili, Kayla Harrison, Kevin Holland, et Yoo Joo-sang